# Asnières-lès-Dijon
Asnières-lès-Dijon is een gemeente in het Franse departement Côte-d'Or (regio Bourgogne-Franche-Comté). De plaats maakt deel uit van het arrondissement Dijon. Asnières-lès-Dijon telde op 1 januari 2022 1.320 inwoners.

## Geografie
De oppervlakte van Asnières-lès-Dijon bedroeg op 1 januari 2022 4,55 vierkante kilometer; de bevolkingsdichtheid was toen 290,1 inwoners per km².
De onderstaande kaart toont de ligging van Asnières-lès-Dijon met de belangrijkste infrastructuur en aangrenzende gemeenten.

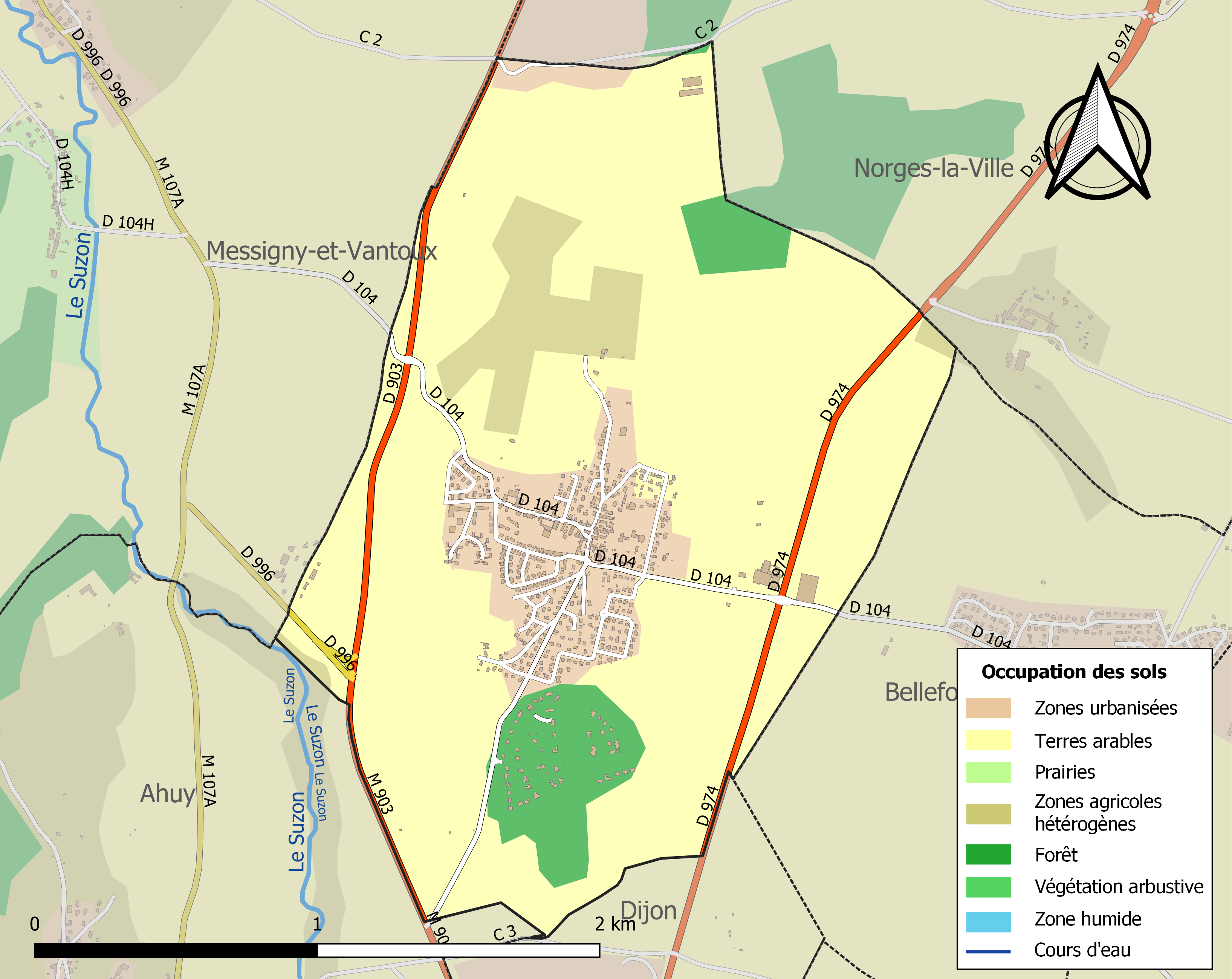

## Demografie
Onderstaande figuur toont het verloop van het inwonertal (bron: INSEE-tellingen).